# Титан IIIE
Титан IIIE (на английски: Titan IIIE) е американска течногоривна многостепенна ракета-носител. Пета ракета-носител от подсемейството Титан III. В научно-популярната литература много често се среща под името Титан ІІІ Центавър.

## Предназначение
Титан IIIE е проектирана на базата на ракетата Титан IIID. Това е първата ракета Титан, на която е добавен като трета степен ускорителния блок Центавър. Тази конфигурация е използвана за извеждане на няколко научни космически кораба, включително двете сонди на НАСА Вояджър и двете Викинг) на орбита около Марс. Между февруари 1974 и септември 1977 г. са осъществени 7 изстрелвания, от които 6 успешни. Всички космически апарати са изстреляни от стартовия комплекс 41 на космодрума Кейп Канаверал, Флорида. При стартовете на Вояджър и Хелиос като четвърта степен в ракетата – носител е използван ускорителния блок Стар 37.

## Полети
| Дата/Час                  | Сериен номер | Сериен номер | Полезен товар | Резултат | Забележка                          |
| Дата/Час                  | Титан ІІІЕ   | Центавър     | Полезен товар | Резултат | Забележка                          |
| ------------------------- | ------------ | ------------ | ------------- | -------- | ---------------------------------- |
| 11 февруари 1974 13:48:02 | 23E-1        | TC-1         | Сфинкс        | Неуспех  | Повреда в турбопомпата на Центавър |
| 10 декември 1974 07:11:02 | 23E-2        | TC-2         | Хелиос 1      | Успех    |                                    |
| 20 август 1975 21:22:00   | 23E-4        | TC-4         | Викинг 1      | Успех    |                                    |
| 9 септември 1975 18:39:00 | 23E-3        | TC-3         | Викинг 2      | Успех    |                                    |
| 15 януари 1976 05:34:00   | 23E-5        | TC-5         | Хелиос 2      | Успех    |                                    |
| 20 август 1977 14:29:44   | 23E-7        | TC-7         | Вояджър 2     | Успех    |                                    |
| 5 септември 1977 12:56:01 | 23E-6        | TC-6         | Вояджър 1     | Успех    |                                    |

## Спецификация

### Нулева степен
- Двигатели: 2 x UA1205
- Тяга: 5849 kN
- Специфичен импулс: 263 секунди
- Време за работа: 115 секунди
- Гориво: твърдо

### Първа степен
- Двигатели: 2 x LR87-11
- Тяга: 2340 kN
- Специфичен импулс: 302 секунди
- Време за работа: 147 секунди
- Гориво: аерозин 50
- Окислител: диазотен тетраоксид

### Втора степен
- Двигател: LR91-11
- Тяга: 454 kN
- Специфичен импулс: 316 секунди
- Време за работа: 205 секунди
- Гориво: аерозин 50
- Окислител: диазотен тетраоксид

### Трета степен –Центавър
- Двигатели: 2 x RL-10A-3
- Тяга: 131 kN
- Специфичен импулс: 444 секунди
- Време за работа: 470 секунди
- Гориво: течен водород (LH2)
- Окислител: течен кислород (LOX)

### Четвърта степен –Стар 37
- Двигател: Thiokol TE-M-364-2
- Тяга: 68 kN
- Специфичен импулс: 284 секунди
- Време за работа: 42 секунди
- Гориво: твърдо